# Greg Stone
Greg Stone (sinh 11 tháng 7 năm 1994) là một cầu thủ bóng đá người Mỹ, anh chơi ở vị trí Tiền đạo cho câu lạc bộ Liverpool.